# 御幣山城
御幣山城（おんべやまじょう）、または御幣山砦（おんべやまとりで）は、神奈川県藤沢市藤が岡（相模国鎌倉郡大鋸町）にあった日本の城（山城）。

## 概要
相模国鎌倉郡にあった玉縄城の支城。玉縄城の支城は御幣山のほか長尾城、二伝寺砦、高谷砦（村岡城）があった。御幣山の名称は建保（1213年-1219年）年間に感応院を開山した道教律師がこの山の上に御幣を見たからとされる。

## 歴史
永禄元年（1558年）頃に後北条氏の支城である玉縄城の支城として築かれた。城主は大谷公嘉。
永禄12年（1569年）の北条氏康の時、武田信玄が小田原攻め（三増峠の戦い）で、城主の大谷公嘉は小田原城にいたので、御幣山城は武田勢に奪われてしまった。
元亀2年（1571年）、御幣山城の付近を支配していたため武田信玄が清浄光寺に藤沢200貫、俣野100貫の土地を寄進した。その後、北条氏政によって御幣山城は奪還され大谷公嘉も御幣山城に復帰した。
天正18年（1590年）、豊臣秀吉の小田原攻め（小田原征伐）が起こると、大谷公嘉は武蔵国青木城主・多米周防守（多米長宗）と共に上野国西牧城（群馬県下仁田町）に籠ったが、徳川家康旗下の松平修理大夫（松平康国）、康寛兄弟に攻め滅ぼされた。御幣山城もこれ以降に廃城となったと考えられている。

## 江戸時代
江戸時代には御幣山は江戸幕府の御林となり1町6反歩、松の木230本、藤沢町民に1年に永64文で下草刈りが許可されていた。

## 現在
現地は住宅地・集合住宅地となっているが、周知の埋蔵文化財包蔵地として御幣山遺跡（藤沢市No.48遺跡）を構成しており、明確な城郭関連遺構は見つかっていないが、2005年（平成17年）から2006年（平成18年）の発掘調査では、室町時代から戦国時代頃のものと思われる掘立柱建物跡が見つかり、2019年（平成31年）3月の第9次調査では、溝状遺構や陶器片などの中世の遺構・遺物が出土した。

## 周辺
- 藤稲荷社 - 御幣山の西端に位置する。藤沢宿最古の稲荷で、藤沢の地名の由来の一つとされている。